# Noturno (música)
Um noturno é geralmente uma composição musical que evoca, ou é inspirada pela noite. Foi cultivado durante o século XIX principalmente como uma peça de caráter para piano solo, e sua origem é relacionada com o compositor irlandês John Field. Entretanto, sua representação mais conhecida se encontra nos 21 noturnos de Frédéric Chopin. 
Ao final do século XVIII, coleções de peças para conjunto de câmara eram intituladas de Notturno, uma vez que eram executadas à noite. O exemplo mais famoso é a Pequena Serenata Noturna, K. 525 de Wolfgang Amadeus Mozart. Estas obras não possuem relação com o noturno do século XIX.

## História

### ONotturnodo século XVIII
O termo noturno foi empregado pela primeira vez em peças durante o século XVIII, quando se referia a uma obra de conjunto de câmara em vários movimentos, normalmente executada em um evento social noturno ao ar livre. Às vezes continha o equivalente em italiano, notturno, tal como no Notturno em Ré maior, K.286 de Wolfgang Amadeus Mozart, escrito para quatro conjuntos distintos de trompas e cordas, e sua Serenata Notturna, K. 239. Neste caso, a obra não evocava necessariamente a noite, mas poderia meramente ter a intenção de ser executada à noite, tal como uma serenata. Mozart também empregou o termo em obras vocais, como por exemplo o notturno para três vozes e instrumentos de sopro, K.436. Michael Haydn intitulou seus dois quintetos de cordas (st187 e 189) de Notturno.

### Noturnos para piano
Na sua forma mais conhecida, como uma peça de caráter geralmente composta para piano solo, o noturno foi cultivado principalmente no século XIX. Os primeiros noturnos que levaram este título específico são os do compositor irlandês John Field, geralmente considerado como o pai do noturno romântico que caracteristicamente apresenta uma melodia cantante sobre um acompanhamento arpegiado. Os noturnos de Field foram compostos entre 1812 e 1836, sendo que versões mais antigas eram intituladas Romance. Suas melodias traduziam para o piano a cantilena da ópera italiana e a escrita idiomática tira proveito do desenvolvimento do piano, em especial do pedal de sustentação, que permitiu Field expandir o acompanhamento da mão esquerda além do baixo Alberti.
Entretanto, o mais famoso representante desta forma foi Frédéric Chopin, que escreveu 21 noturnos. O Noturno em Mi bemol maior, op. 9 no. 2 é o mais conhecido destes, e o que mais se assemelha aos noturnos de Field. Entretanto, Chopin imprimiu aos seus noturnos uma intensidade dramática maior, e desenvolveu um vocabulário harmônico mais sofisticado complementado por uma textura de acompanhamento que evidenciava uma maior complexidade contrapontística.
Muitos outros pianistas também escreveram noturnos, incluindo Franz Liszt (os famosos Liebesträume são um conjunto de três noturnos), Robert Schumann (Nachtstücke op.23), J.B. Cramer, Carl Czerny, Kalkbrenner, Thalberg, Henri Bertini, Theodor Döhler, Fauré (compôs 13 nocturnes), Erik Satie, d’Indy, Glinka, Balakirev, Tchaikovsky, Rimsky-Korsakov, Scriabin e Grieg. Uma das obras mais famosas da música de salão do século XIX foi o "Quinto Noturno" de Ignace Leybach, agora esquecido.
No século XX, o liricismo característico do noturno foi aos poucos sendo substituído pela tentativa de invocar os sons característicos da noite, como na Suíte 1922 de Paul Hindemith e na suíte Out of Doors de Bartok.

### Noturnos para orquestra
Outros exemplos de noturnos incluem o noturno para orquestra da música incidental para Sonho de uma noite de verão de Felix Mendelssohn, os três noturnos para orquestra e coro feminino de Claude Debussy (que também escreveu um para piano solo), o primeiro movimento do Concerto para Violino no. 1 de Dmitri Shostakovich, e também em obras de Vaughan Williams, Benjamin Britten e Lennox Berkeley.
Embora noturnos sejam geralmente percebidos como sendo tranqüilos, frequentemente expressivos e líricos, e às vezes melancólicos, na prática obras com o título de noturno apresentam uma variedade de caracteres: o segundo Noturno orquestral de Debussy, Fêtes, por exemplo, possui um caráter bastante agitado.